# Springfield (Virginia)
 For alternative betydninger, se Springfield. (Se også artikler, som begynder med Springfield)
Springfield er en forstad til Washington D.C. og samtidig et kommunefrit område (CDP) i Fairfax County, Virginia i USA. Springfield CDP er defineret og afgrænset af United States Census Bureau og har et indbyggertal på 31.339 ifølge USA's folketælling fra 2020. Foregående folketælling fra 2010 angav en befolkning på 30.484.
I tilstødende kommunefrie områder som North Springfield, West Springfield og Newington er det normalt navnet "Springfield" der angives som postadresse. Befolkningstallet i hele Virginia-området med Springfield-adresser anslås i alt at overstige 100.000. CDP'en udgør en del af Northern Virginia, der er den mest befolkningsrige region i den større Washington D.C.'s storbyregion.

## Historie

### 19. århundrede
En sav- og kornmølle, bygget og ejet af James Keene, der lå i nærheden af det nuværende Springfield mellem 1796 og 1800, har siden givet navn til Old Keene Mill Road. I 60 år betjente møllen gårde i området, før den blev nedlagt i forbindelse med William H. Keenes dom og fængsling for mordet på Lewis Quincy Hall i 1855. I dag er der intet tilbage af bygningen bortset fra to møllekanaler.
Springfield blev grundlagt i 1847 omkring Orange and Alexandria Railroad's Daingerfield Station, der i dag er Backlick Road Virginia Railway Express station beliggende ved Backlick Road. Området blev opkaldt efter "Springfield Farm", ejet af Henry Daingerfield, en forretningsmand fra Alexandria, der sad i jernbanens bestyrelse. Postkontoret stod færdigt i tiden efter 1851. Lokaliteten eksisterede, da den Amerikanske borgerkrig fandt sted og dannede ramme om et slag den 3. oktober 1861 samt et angreb fra sydstatshærens side den 3. august 1863. Stationen fungerede som det første postkontor i Springfield fra 1866-1868.
I 1877 ansøgte Richard Moore om et postkontor, kaldet "Moor", der lå lidt over en kilometer syd for stationen, nær krydset mellem Fairfax' (nu Old Keene Mill) og Backlicks veje. Postkontorets navn blev i 1881 ændret til "Garfield" for at ære den afdøde præsident James A. Garfield, der var blevet myrdet samme år.

### 20. og 21. århundrede
I 1907 lukkede Garfields posthus, og en ny poststation ved navn "Corbett" (navngivet efter den daværende godsejer) genåbnede ved jernbanestationen. Navnet "Springfield" blev dog permanent fra og med den 27. juni 1910, selvom navnet "Garfield" fortsatte med at optræde på landkort til op i 1930'erne. Postkontoret blev flyttet til et nyt sted i 1933.
Frem til 1946 forblev Springfield et knudepunkt for landdistrikterne, da ejendomsudvikleren Edward Carr besluttede at udstykke området til forstadsudvikling langs den nyåbnede Henry Shirley Highway (nu I-95/I-395). Carr mente, at dette var det sidste lettilgængelige område inden for en radius af 19 km fra centrum af Washington D.C., og det nyudviklede område voksede derefter hurtigt.
I 1950 havde området et anslået indbyggertal på 1.000. Springfield United Methodist Church blev grundlagt i 1954 og John Lewis High School (tidligere Robert E. Lee School) blev bygget i 1957. I 1960 blev befolkningstallet målt til over 10.000, og det voksede til over 25.000 i 1970 med etableringen af North og West Springfield-kvartererne.
Mellem 1973 og 1975 blev Springfield en stor detailhandelsdestination med åbningen af Springfield Mall, der nu hedder Springfield Town Center (det andet regionale indkøbscenter i det nordlige Virginia efter Tysons Corner), samt Springfield og Brookfield indkøbscentre. Sidstnævnte center er opkaldt efter en tidligere formand for The Fairfax County Park Authority, John W. Brookfield, der levede fra 1876-1958.
I 1980'erne og 1990'erne voksede detailhandelen og de tætbebyggede områder kraftigt, i hvert fald indtil åbningen af Franconia-Springfield Parkway i 1996 samt Franconia-Springfield Metro og Virginia Rail Express Station i 1997. Indkøbscentret blev renoveret og genåbnet i 2014.

## Kendte personer fra Springfield
- Brian Birdwell, medlem af Senatet i Texas
- Brian Carroll, fodboldspiller (soccer)
- Christina Tosi, kok, forfatter og tv-personlighed
- Dave Grohl, musiker, medlem og forsanger i Foo Fighters og tidligere trommeslager i Nirvana
- Kara Lawson, cheftræner for holdet Duke Blue Devils women's basketball, tidligere WNBA-spiller og studerende fra West Springfield High School
- Patrick G. Forrester, pensioneret officer og astronaut
- Paul B. Sturtevant, historiker og middelalderforsker
- Robert Girardi, forfatter med fokus på militær- og detektivfiktion
- Virginia Thrasher, sportsskytte